# Moteur HCCI
 (février 2017).
Si vous disposez d'ouvrages ou d'articles de référence ou si vous connaissez des sites web de qualité traitant du thème abordé ici, merci de compléter l'article en donnant les références utiles à sa vérifiabilité et en les liant à la section « Notes et références ».
Pour les articles homonymes, voir HCCI.

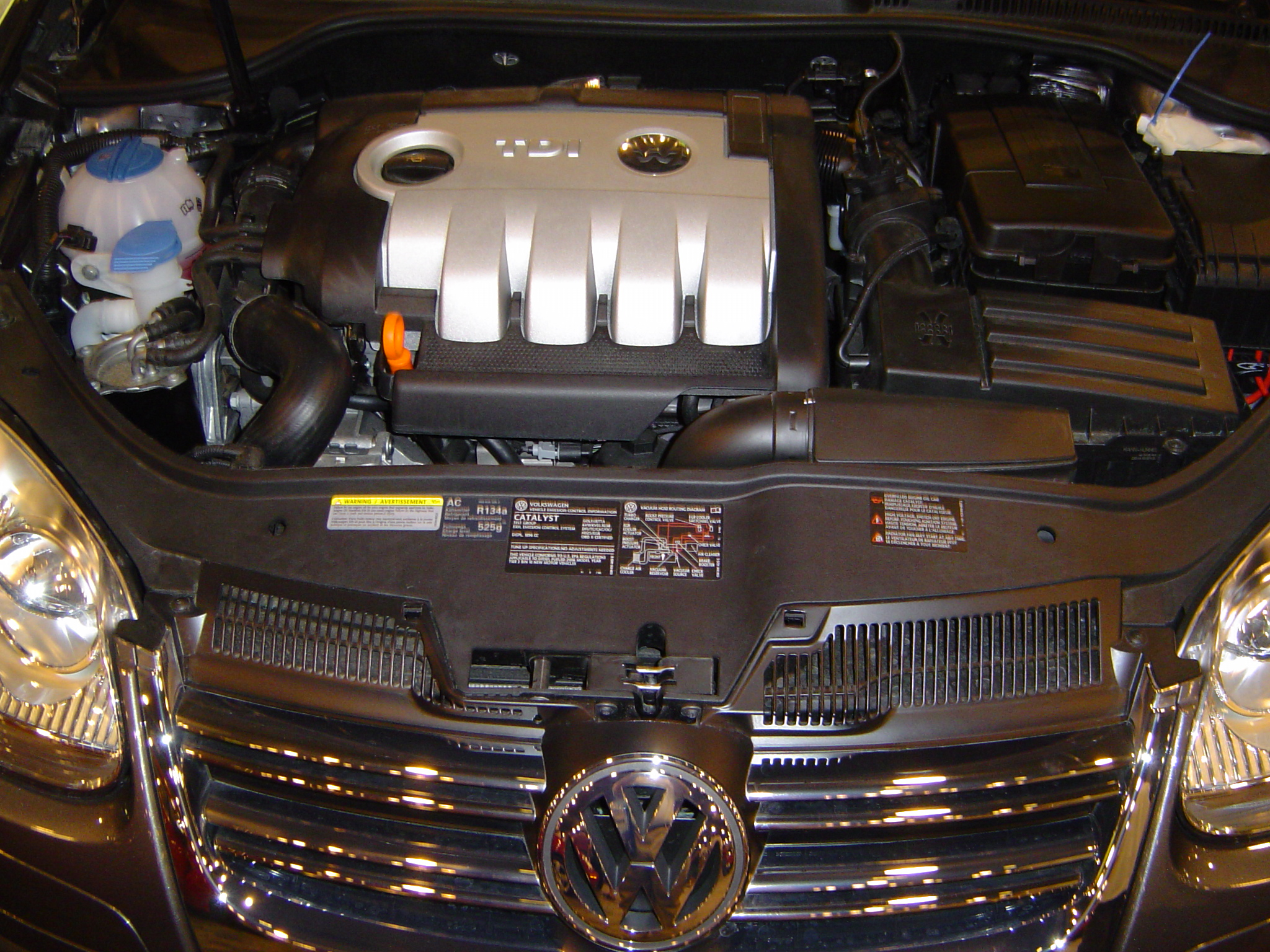
Exemple de moteur HCCI

Le moteur HCCI, de l'anglais Homogeneous Charge Compression Ignition, est un type de moteur à explosion dans lequel le mélange air-carburant est rendu le plus homogène possible (comme dans les moteurs à essence) et est comprimé assez fortement pour atteindre le point d'auto-allumage. Comme dans d'autres types de combustion, la réaction exothermique dégage de l'énergie transmise au moteur sous forme de travail et de chaleur.
La HCCI est reliée à la photodetonation parce que radiation se comporte comme un gaz expansible, et la lumière dans un volume en compression augmente d'intensité tout comme elle le fait en approchant du point focale d'une lentille capable d'enflammer un papier. La radiation thermique initiale de la chambre est suffisante une fois compressée géométriquement. La photo combustion est volumétrique et se produit simultanément à travers la chambre, et pas sous l'effet d'un front d'onde thermique, ni même d'une onde de choc. Bien qu'elle soit présente, on parle peu de la photo-détonation parce qu'elle est indésirable dans les moteurs actuels, et les chimistes la combattent avec l'addition de molécules antidétonantes qui justement absorbent le surplus de radiation. La photo-détonation est une bénédiction de propreté que l'on laissera dominer dans les moteurs du futur la supportant. 

## Présentation
Une machine avec plus de degrés de libertés au design qui permet une mise en forme de l'impulsion volume suivant la lettre cursive « i » avec une durée de 15 à 30 fois plus brève que le piston convient mieux à la détonation, et c'est ce que la Quasiturbine AC accomplit, tout en permettant une transformation précoce de l'énergie de pression en énergie de rotation. Avec une machine rapide, la détonation s'amorce dans un flanc de croissance raide de pression, immédiatement suivi d'un flanc raide descendant, de sorte qu'on n'a pas à jongler avec la problématique du report du déclenchement de la détonation. Le mode HCCI est détonant, mais pas purement photonique, alors que la PhotoDétonation est une franche et totale détonation (non étouffée, ni contaminée), possible seulement avec des cycles de pression beaucoup plus rapides que le piston. Dit simplement, la PhotoDétonation se produit bien au-delà du processus de seuil du HCCI, là où les conditions extrêmes favorisent la combustion photonique volumique, et n'est possible que dans des machines très rapides (impulsions courtes, dont la Quasiturbine AC est un exemple).